# Konzulat Republike Slovenije v Samari
Konzulat Republike Slovenije v Samari je diplomatsko-konzularno predstavništvo (konzulat) Republike Slovenije s sedežem v Samari (Ruska federacija); spada pod okrilje Veleposlaništvu Republike Slovenije v Ruski federaciji.
Trenutni častni konzul je Nikolaj Jurjevič Uljanov.